# West Yellowstone
West Yellowstone és una població dels Estats Units a l'estat de Montana. És un poble molt ben situat, just a l'entrada oest del Parc Nacional de Yellowstone. Segons el cens del 2000 tenia 1.177 habitants.

## Demografia
Segons el cens del 2000, West Yellowstone tenia 1.177 habitants, 518 habitatges, i 289 famílies. La densitat de població era de 561 habitants per km².
Dels 518 habitatges en un 26,8% hi vivien nens de menys de 18 anys, en un 42,9% hi vivien parelles casades, en un 8,9% dones solteres, i en un 44,2% no eren unitats familiars. En el 34,4% dels habitatges hi vivien persones soles el 2,5% de les quals corresponia a persones de 65 anys o més que vivien soles. El nombre mitjà de persones vivint en cada habitatge era de 2,15 i el nombre mitjà de persones que vivien en cada família era de 2,76.
Per edats la població es repartia de la següent manera: un 22,4% tenia menys de 18 anys, un 7,9% entre 18 i 24, un 35,9% entre 25 i 44, un 28,5% de 45 a 60 i un 5,3% 65 anys o més.
L'edat mediana era de 37 anys. Per cada 100 dones de 18 o més anys hi havia 121,1 homes.
La renda mediana per habitatge era de 30.703 $ i la renda mediana per família de 37.250 $. Els homes tenien una renda mediana de 24.297 $ mentre que les dones 20.909 $. La renda per capita de la població era de 19.136 $. Aproximadament el 9,1% de les famílies i el 12,9% de la població estaven per davall del llindar de pobresa.

## Poblacions més properes
El següent diagrama mostra les poblacions més properes.